# Großer Inselsberg
Il Großer Inselsberg è una montagna di circa 900 metri di altezza che si trova nella Selva di Turingia, lungo il sentiero del Rennsteig. Si tratta del quarto rilievo in ordine di altezza in Turingia, dopo il Großer Beerberg, il Schneekopf e il Großer Finsterberg. Amministrativamente appartiene ai Circondari di Gotha e Smalcalda-Meiningen. Sulla sommità si trova una torre per le telecomunicazioni, ormai in disuso.